# Touz Khormatou
Touz Khormatou, orthographiée aussi Touz Khormato, Tuz Khormato, (en arabe : طوزخورماتو,, en turkmène Tuzhurmatu) est une ville irakienne, capitale du district de Touz à l'est de Tikrit, dans la province de Salah ad-Din. 
Située sur la rivière Ak Su, à 220 m d'altitude, elle compte 59 000 habitants (2010). Peuplée majoritairement de Turkmènes, pour la plupart chiites, avec de fortes minorités de syriaques et d'Arabes sunnites. 

## Histoire
Au début du XIXe siècle, le voyageur français Adrien Dupré décrit Touz Khormatou comme une des étapes sur la route de la Perse : « Aux approches d'un mont sur la gauche, appelé Kourmati Dagh, sont des puits très profonds. A une heure de marche de là, est le bourg de Touz-Kourmati. Il est environné de jardins agréables, plantés, entr'autres arbres, de palmiers dont on venait de recueillir le fruit. Des eaux presque stagnantes traversent Touz-Kourmati, dont elles rendent l'air très malsain. L'insalubrité est encore augmentée par des salines, qui sont à une demi-lieue. On retire le sel d'une eau amère, qui coule de dessous une voûte, et coule dans des fossés où on la laisse deux ou trois jours. Cette eau contient aussi beaucoup de naphte, que l'on ramasse sur la surface, quand elle a reposé dans des vases. A sept heures et demi du soir, reprenant notre route, nous cotoyons le mont, ayant à droite une plaine immense et totalement inculte. »
Elle est revendiquée depuis 2003 par le Gouvernement régional du Kurdistan. C'est une des localités les plus touchées par les attentats de la guerre d'Irak.
La ville est peuplée de Turkmènes chiites, de Kurdes et d'Arabes sunnites. Depuis 2014, son contrôle est partagé entre les  peshmergas de l'UPK et des milices chiites dont la plus importante est l'Organisation Badr. En avril 2016, de violents combats éclatent Touz Khormatou entre les deux groupes. Les affrontements font des dizaines de morts jusqu'à ce qu'un accord soit conclu. Mais les tensions demeurent vives pour le contrôle de la ville.
Le 16 octobre 2017, la ville est entièrement reprise par les forces irakiennes en même temps que l'offensive pour reprendre la ville voisine de Kirkouk et d'autres territoires disputés.